# 올리버 쿠퍼
올리버 쿠퍼(Oliver Cooper, 1988년 12월 2일 ~ )는 미국의 배우, 각본가, 텔레비전 배우, 영화배우, 영화 프로듀서이다.
털리도에서 태어났다.

## 영화
- 고스트버스터즈 라이즈 (2020년)
- 프론트 러너 (2018년)
- 오피스 크리스마스 파티 (2016년) - 드류 역
- 엑스 (2014년) - 트래비스 역
- 포 독스 (2013년)
- 그로운 업스 2 (2013년)
- 히든카드 (2013년)
- 프로젝트 X (2011년) - 코스타 역